# Indagini su un bandito. Il caso Musolino
Indagini su un bandito. Il caso Musolino è un libro del professore di sociologia Dario Altobelli edito da Salvatorelli nel 2006.
Tratta in modo approfondito la storia del brigante calabrese Giuseppe Musolino con numerosi documenti dell'epoca a testimonianza dei fatti e delle vicende.

## Suddivisione dei capitoli
- La stagione della caccia
- Musolineide
- La sepoltura prematura
- Il sonno della ragione

## Edizioni
- Dario Altobelli, Indagini su un bandito. Il caso Musolino, Salvatorelli Editrice, 1965,  p. 162, ISBN 88-88325-09-3.